# 早川里香
早川 里香（はやかわ りか、1993年12月20日 - ）は、日本の女性モデル、レースクイーン、アナウンサー。鹿児島県出身。

## 略歴・人物
2017年に「ISESAKI AUTO グリッドガールズ キラッツ★」のオーディションに応募。インターネット投票による最終選考で3位に入り、6号車（緑）担当として2018年2月まで活動。キラッツにかわって新しく結成されたグリッドガールズ「G★Smil」には、2019年度と2020年度の2年連続で選ばれた。オートレースは、この仕事がきっかけに趣味の一つになった。
オートレース以外の公営競技では、2019年から平塚競輪場の「湘南バンクエンジェル」のメンバーとなるなど、競輪の仕事にも携わっている。
初めて伊勢崎オートレースのイメージガールに選ばれた2017年頃からはレースクイーンにも挑戦を開始し、2017年のスーパー耐久ではST-4クラス「SKR ENGINEERING」のレースクイーン「SKR GAL」として活動をしたほか、2019年の全日本ロードレース選手権ではST600クラス「51GARAGE NITRO RACING」のレースクイーンをつとめた。
趣味はオートレース観戦、パン作り、ヨガ、ドライブ。特技はバルーンアート。

## 活動

### レースクイーン
- スーパー耐久  SKR ENGINEERING「SKR GAL」（2017年）
- 日光サーキット ドリフトイベント（2017年）
- JNCCレースクイーン（2018年）
- 全日本ロードレース選手権 51GARAGE NITRO RACING（2019年）
- 成田夏祭り（2021年）
- SUPER GT TEAM MACH「AIR BUSTER GAL」（2022年）

### イメージガール
- 伊勢崎オートレース場 グリッドガールズ（2017年6月 - 2018年2月、2019年6月 - 2021年2月）
- 梨本塾イメージガール 梨塾ガール（2017年 - 2018年）
- ビーチ雪合戦イメージガール（2018年）
- 平塚競輪場 湘南バンクエンジェル（2019年5月 - ）

### イベントコンパニオン
2016年
- 東京オートサロン 横浜ゴムブース
- 東京マラソンEXPO EPSONブース

2017年
- 東京ゲームショウ KONGZHONGブース
- 東京モーターショー ミツバブース
- 電撃文庫 秋の祭典 SEGAブース

2018年
- ジャパンアミューズメントエキスポ フリューブース
- ジャパンインターナショナルボートショー TOYOTAブース
- ドラッグストアショー ゼリア新薬工業ブース
- 東京モーターサイクルショー 内商会ブース
- Interop Tokyo
- リフォーム産業フェア Hangersブース
- 東京ゲームショウ AKRacingブース

2019年
- 東京オートサロン 小倉クラッチブース
- 東京モーターサイクルショー 井上ボーリングブース
- ニコニコ超会議 超パチンコ&パチスロフェスティバルブース
- 東京ゲームショウ Corsairブース
- 東京モーターショー イサム塗料ブース

2022年
- 東京オートサロン エクシズルラインブース

### インターネット配信番組
- チャリロト劇場「燃えろ!!オートレース」（ニコニコ生放送）[注釈 2]
- モギたて!いわき平けいりん（いわき平競輪チャンネル、2021年11月29日 - 12月2日[10]、2022年3月28日 - 3月31日[11]）